# Куарфа
Куарфа — місто у департаменті Атакора у північно-західній частині Беніну. Станом на 2002 рік чисельність населення становила 9 809 чоловік.